# Man Music Technology
Man Music Technology è il primo album del progetto Stylophonic, curato e ideato dal dj milanese Stefano Fontana.

## Tracce
1. Vinylstyloz – 5:50
2. Break@100BPM – 3:07
3. All Nite Long (skit) – 0:26
4. Soulreply – 5:22
5. Way Of Life – 4:17
6. Stylo "Acid" Phonic (skit) – 0:56
7. Bizarre Mind – 4:55
8. It's The Old School With The New School – 4:08
9. Man Music Technology (skit) – 1:10
10. All Nite Long – 5:56
11. Skitism (skit) – 0:50
12. Da Symphony – 5:51
13. Game Over – 5:52
14. If Everybody In The World Loved Everybody In The World – 4:22

## Settimane in classifica
| Posizione | 74 | 79 | 88 |